# Харли, Маркус
Маркус Латимер Харли (англ. Marcus Latimer Hurley; 22 декабря 1883, Нью-Рошелл — 28 марта 1941, Нью-Йорк) — американский велогонщик,четырёхкратный чемпион и  призёр летних Олимпийских игр 1904.
На Играх 1904 в Сент-Луисе Харли соревновался во всех семи гонках. Он выиграл заезды на 0,25 (31,8 с), 0,33 (43,8 с), 0,5 (1:09,0) и 1 (2:41,6) мили. Также, он стал бронзовым призёром в гонке на 2 мили. В заездах на 5 и 25 миль он не смог финишировать.